# Coppa dei Caraibi 1998
La Coppa dei Caraibi 1998 (Shell Caribbean Cup 1998) fu la sedicesima edizione della Coppa dei Caraibi (la decima con la nuova denominazione), competizione calcistica per nazione organizzata dalla CFU. La competizione si svolse congiuntamente in Giamaica e Trinidad e Tobago dal 22 luglio al 31 luglio 1998 e vide la partecipazione di otto squadre: Antigua e Barbuda, Antille Olandesi, Dominica, Giamaica, Haiti, Isole Cayman, Martinica e Trinidad e Tobago. Il torneo valse anche come qualificazione per la CONCACAF Gold Cup 2000.
La CFU organizzò questa competizione come CFU Championship dal 1978 al 1988; dal 1989 al 1990 sotto il nome di Caribbean Championship; dall'edizione del 1991 a quella del 1998 cambiò nome e divenne Shell Caribbean Cup; le edizioni del 1999 e del 2001 si chiamarono Caribbean Nations Cup; mentre dal 2005 al 2014 la competizione si chiamò Digicel Caribbean Cup; nell'edizione del 2017 il suo nome è stato Scotibank Caribbean Cup.

## Formula
- Qualificazioni

Giamaica (come paese ospitante) e Trinidad e Tobago (come paese ospitante e campione in carica) sono qualificati automaticamente alla fase finale. Rimangono 24 squadre, divise in sei gruppi di qualificazioni. Giocano partite di sola andata, la prima classificata si qualifica alla fase finale.
- Fase finale

Fase a gruppi - 8 squadre, divise in due gruppi da quattro squadre. Giocano partite di sola andata, le prime due classificate si qualificano alle seminfinali.
Fase a eliminazione diretta - 4 squadre, giocano partite di sola andata. La vincente si laurea campione CFU. La prima classificata si qualifica alla fase finale della CONCACAF Gold Cup 2000, la seconda qualificata accede ai playoff per la CONCACAF Gold Cup 2000.

## Squadre partecipanti
| Pr. | Squadra           | Data di qualificazione certa | Partecipante in quanto                                                                    | Partecipazioni precedenti al torneo                                                     | Ultima presenza                            |
| --- | ----------------- | ---------------------------- | ----------------------------------------------------------------------------------------- | --------------------------------------------------------------------------------------- | ------------------------------------------ |
| 1   | Giamaica          | -                            | Rappresentativa della nazione co-organizzatrice della fase finale                         | 7 (1990, 1991, 1992, 1993, 1995, 1996, 1997)                                            | Antigua e Barbuda-Saint Kitts e Nevis 1997 |
| 2   | Trinidad e Tobago | 13 luglio 1997               | Rappresentativa della nazione co-organizzatrice della fase finale e detentrice del titolo | 14 (1978, 1979, 1981, 1983, 1988, 1989, 1990, 1991, 1992, 1993, 1994, 1995, 1996, 1997) | Antigua e Barbuda-Saint Kitts e Nevis 1997 |
| 3   | Antille Olandesi  | 7 marzo 1998                 | 1º classificato del Gruppo 1 della fase finale di qualificazione                          | 1 (1989)                                                                                | Barbados 1989                              |
| 4   | Haiti             | 15 marzo 1998                | 1º classificato del Gruppo 5 della fase finale di qualificazione                          | 4 (1978, 1979, 1994, 1996)                                                              | Trinidad e Tobago 1996                     |
| 5   | Martinica         | 22 marzo 1998                | 1º classificato del Gruppo 2 della fase finale di qualificazione                          | 10 (1983, 1985, 1988, 1990, 1991, 1992, 1993, 1994, 1996, 1997)                         | Antigua e Barbuda-Saint Kitts e Nevis 1997 |
| 6   | Dominica          | 5 aprile 1998                | 1º classificato del Gruppo 3 della fase finale di qualificazione                          | 1 (1994)                                                                                | Trinidad e Tobago 1994                     |
| 7   | Antigua e Barbuda | 19 aprile 1998               | 1º classificato del Gruppo 4 della fase finale di qualificazione                          | 6 (1978, 1983, 1988, 1992, 1995, 1997)                                                  | Antigua e Barbuda-Saint Kitts e Nevis 1997 |
| 8   | Isole Cayman      | 10 maggio 1998               | 1º classificato del Gruppo 6 della fase finale di qualificazione                          | 3 (1991, 1994, 1995)                                                                    | Isole Cayman-Giamaica 1995                 |

Nella sezione "partecipazioni precedenti al torneo", le date in grassetto indicano che la nazione ha vinto quella edizione del torneo, mentre le date in corsivo indicano la nazione ospitante.

## Fase finale

### Fase a gruppi

#### Gruppo A
| Port of Spain 22 luglio 1998                                                         | Trinidad e Tobago | 3 – 2                     | Antigua e Barbuda | Hasely Crawford Stadium |
| \| \| \| \| \| Knights 13’ 29’ John 39’ \| Marcatori \| 37’ Christian 85’ Edwards \| |                   |                           |                   |                         |
|                                                                                      |                   |                           |                   |                         |
| Knights 13’ 29’ John 39’                                                             | Marcatori         | 37’ Christian 85’ Edwards |                   |                         |

| Port of Spain 22 luglio 1998                                                    | Martinica | 5 – 1       | Dominica | Hasely Crawford Stadium |
| \| \| \| \| \| Rano 28’ 29’ 42’ 72’ Modestin 88’ \| Marcatori \| 63’ Gustave \| |           |             |          |                         |
|                                                                                 |           |             |          |                         |
| Rano 28’ 29’ 42’ 72’ Modestin 88’                                               | Marcatori | 63’ Gustave |          |                         |

| Port of Spain 24 luglio 1998                               | Trinidad e Tobago | 2 – 1       | Martinica | Hasely Crawford Stadium |
| \| \| \| \| \| John 56’ 92’ \| Marcatori \| 79’ Sorbert \| |                   |             |           |                         |
|                                                            |                   |             |           |                         |
| John 56’ 92’                                               | Marcatori         | 79’ Sorbert |           |                         |

| Port of Spain 24 luglio 1998                                         | Antigua e Barbuda | 2 – 1       | Dominica | Hasely Crawford Stadium |
| \| \| \| \| \| Edwards 6’ Roberts 51’ \| Marcatori \| 59’ Gustave \| |                   |             |          |                         |
|                                                                      |                   |             |          |                         |
| Edwards 6’ Roberts 51’                                               | Marcatori         | 59’ Gustave |          |                         |

| Port of Spain 26 luglio 1998                                                          | Trinidad e Tobago | 8 – 0 | Dominica | Hasely Crawford Stadium |
| \| \| \| \| \| John 10’ 22’ 59’ 84’ Nakhid 41’ 50’ Knights 76’ 88’ \| Marcatori \| \| |                   |       |          |                         |
|                                                                                       |                   |       |          |                         |
| John 10’ 22’ 59’ 84’ Nakhid 41’ 50’ Knights 76’ 88’                                   | Marcatori         |       |          |                         |

| Port of Spain 26 luglio 1998                                                                                  | Antigua e Barbuda | 5 – 1        | Martinica | Hasely Crawford Stadium |
| \| \| \| \| \| Greenaway 17’ Edwards 42’ Roberts 49’ Clarke 60’ Gonsalves 89’ \| Marcatori \| 18’ Fondelot \| |                   |              |           |                         |
| |                   |              |           |                         |
| Greenaway 17’ Edwards 42’ Roberts 49’ Clarke 60’ Gonsalves 89’                                                | Marcatori         | 18’ Fondelot |           |                         |

| Pos | Squadra           | P.ti | G | V | N | P | GF | GS | DR  |
| --- | ----------------- | ---- | - | - | - | - | -- | -- | --- |
| 1   | Trinidad e Tobago | 9    | 3 | 3 | 0 | 0 | 13 | 3  | +10 |
| 2   | Antigua e Barbuda | 6    | 3 | 2 | 0 | 1 | 9  | 5  | +4  |
| 3   | Martinica         | 3    | 3 | 1 | 0 | 2 | 7  | 8  | -1  |
| 4   | Dominica          | 0    | 3 | 0 | 0 | 3 | 2  | 15 | -13 |

Trinidad e Tobago e Antigua e Barbuda qualificate alle semifinali.

#### Gruppo B
| Kingston 22 luglio 1998                                                     | Giamaica  | 4 – 0 | Isole Cayman | Independence Park |
| \| \| \| \| \| Goodison 17’ Gardner 70’ Whitmore 76’ 86’ \| Marcatori \| \| |           |       |              |                   |
|                                                                             |           |       |              |                   |
| Goodison 17’ Gardner 70’ Whitmore 76’ 86’                                   | Marcatori |       |              |                   |

| Kingston 22 luglio 1998                                                         | Antille Olandesi | 0 – 4                                         | Haiti | Independence Park |
| \| \| \| \| \| \| Marcatori \| 42’ Menelas 70’ Fleurial 82’ 87’ Dartiquenave \| |                  |                                               |       |                   |
|                                                                                 |                  |                                               |       |                   |
|                                                                                 | Marcatori        | 42’ Menelas 70’ Fleurial 82’ 87’ Dartiquenave |       |                   |

| Kingston 24 luglio 1998                                                                | Giamaica  | 3 – 2                  | Antille Olandesi | Independence Park |
| \| \| \| \| \| Lowe 1’ Goodison 40’ Boyd 88’ \| Marcatori \| 34’ Rosina 90’ Martjin \| |           |                        |                  |                   |
|                                                                                        |           |                        |                  |                   |
| Lowe 1’ Goodison 40’ Boyd 88’                                                          | Marcatori | 34’ Rosina 90’ Martjin |                  |                   |

| Kingston 24 luglio 1998                    | Isole Cayman | 0 – 1    | Haiti | Independence Park |
| \| \| \| \| \| \| Marcatori \| Fleurial \| |              |          |       |                   |
|                                            |              |          |       |                   |
|                                            | Marcatori    | Fleurial |       |                   |

| Kingston 26 luglio 1998                                          | Giamaica  | 2 – 1        | Haiti | Independence Park |
| \| \| \| \| \| Goodison McDonald \| Marcatori \| 86’ Montilas \| |           |              |       |                   |
|                                                                  |           |              |       |                   |
| Goodison McDonald                                                | Marcatori | 86’ Montilas |       |                   |

| Saint Thomas 26 luglio 1998                         | Antille Olandesi | 0 – 2             | Isole Cayman |  |
| \| \| \| \| \| \| Marcatori \| 21’ Brown 45’ Lee \| |                  |                   |              |  |
|                                                     |                  |                   |              |  |
|                                                     | Marcatori        | 21’ Brown 45’ Lee |              |  |

| Pos | Squadra          | P.ti | G | V | N | P | GF | GS | DR |
| --- | ---------------- | ---- | - | - | - | - | -- | -- | -- |
| 1   | Giamaica         | 9    | 3 | 3 | 0 | 0 | 9  | 3  | +6 |
| 2   | Haiti            | 6    | 3 | 2 | 0 | 1 | 6  | 2  | +4 |
| 3   | Isole Cayman     | 3    | 3 | 1 | 0 | 2 | 2  | 5  | -3 |
| 4   | Antille Olandesi | 0    | 3 | 0 | 0 | 3 | 2  | 9  | -7 |

Giamaica e Haiti qualificate alle semifinali.

### Fase a eliminazione diretta

#### Tabellone
|  | Semifinali        | Semifinali        | Semifinali        |                   |          | Finale            | Finale            | Finale          |  |
|  |                   |                   |                   |                   |          |                   |                   |                 |  |
|  | Giamaica          | Giamaica          | 1                 |                   |          |                   |                   |                 |  |
|  | Giamaica          | Giamaica          | 1                 |                   |          |                   |                   |                 |  |
|  | Antigua e Barbuda | Antigua e Barbuda | 0                 |                   |          |                   |                   |                 |  |
|  | Antigua e Barbuda | Antigua e Barbuda | 0                 |                   | Giamaica | Giamaica          | 2                 |                 |  |
|  |                   |                   |                   |                   | Giamaica | Giamaica          | 2                 |                 |  |
|  |                   |                   | Trinidad e Tobago | Trinidad e Tobago | 1        |                   |                   |                 |  |
|  | Trinidad e Tobago | Trinidad e Tobago | Trinidad e Tobago | Trinidad e Tobago | 1        | 4                 |                   |                 |  |
|  | Trinidad e Tobago | Trinidad e Tobago |                   |                   |          | 4                 |                   |                 |  |
|  | Haiti             | Haiti             | 1                 |                   |          | Finale 3º posto   | Finale 3º posto   | Finale 3º posto |  |
|  | Haiti             | Haiti             | 1                 |                   |          |                   |                   |                 |  |
|  |                   |                   |                   |                   |          |                   |                   |                 |  |
|  |                   |                   |                   |                   |          | Haiti             | Haiti             | 3               |  |
|  |                   |                   |                   |                   |          | Haiti             | Haiti             | 3               |  |
|  |                   |                   |                   |                   |          | Antigua e Barbuda | Antigua e Barbuda | 2               |  |

#### Semifinali
| Port of Spain 29 luglio 1998                     | Giamaica  | 1 – 0 (d.t.s.) | Antigua e Barbuda | Hasely Crawford Stadium |
| \| \| \| \| \| Lowe 110’ (gg) \| Marcatori \| \| |           |                |                   |                         |
|                                                  |           |                |                   |                         |
| Lowe 110’ (gg)                                   | Marcatori |                |                   |                         |

| Port of Spain 29 luglio 1998                                                   | Trinidad e Tobago | 4 – 1            | Haiti | Hasely Crawford Stadium |
| \| \| \| \| \| John 1’ 60’ Knights 15’ 42’ \| Marcatori \| 83’ (rig.) Cesar \| |                   |                  |       |                         |
|                                                                                |                   |                  |       |                         |
| John 1’ 60’ Knights 15’ 42’                                                    | Marcatori         | 83’ (rig.) Cesar |       |                         |

#### Finale 3º posto
| Port of Spain 31 luglio 1998                                                                          | Haiti     | 3 – 2                         | Antigua e Barbuda | Hasely Crawford Stadium |
| \| \| \| \| \| Menelas 27’ Mackenzy 71’ Fleurial 72’ \| Marcatori \| 53’ Christopher 58’ Christian \| |           |                               |                   |                         |
| |           |                               |                   |                         |
| Menelas 27’ Mackenzy 71’ Fleurial 72’                                                                 | Marcatori | 53’ Christopher 58’ Christian |                   |                         |

Haiti accede ai playoff per la CONCACAF Gold Cup 2000 al posto di Trinidad e Tobago (vincitore della Coppa dei Caraibi 1999).

#### Finale
| Port of Spain 31 luglio 1998                                      | Giamaica  | 2 – 1    | Trinidad e Tobago | Hasely Crawford Stadium |
| \| \| \| \| \| McDonald 6’ Sewell 34’ \| Marcatori \| 48’ John \| |           |          |                   |                         |
|                                                                   |           |          |                   |                         |
| McDonald 6’ Sewell 34’                                            | Marcatori | 48’ John |                   |                         |

Giamaica qualificato per la CONCACAF Gold Cup 2000.

## Statistiche

### Classifica marcatori
10 reti
- Stern John

6 reti
- Irasto Knights

4 reti
- Rudolphe Rano

3 reti
- Derrick Edwards
- Ian Goodison
- Jean Bernard Fleurial

2 reti
- Ranja Christian
- Winston Roberts
- Ronnie Gustave
- Onandi Lowe
- Oneil McDonald
- Theodore Whitmore
- Jean Roland Dartiquenave
- Jean Robert Menelas
- David Nakhid

1 rete
- Vaughn Christopher
- Quentin Clarke
- Garfield Gonsalves
- Deon Greenaway
- Rulien Martjin
- Ranties Rosina
- Walter Boyd
- Ricardo Gardner
- Dean Sewell

- Eddy Cesar
- Abrahim Mackenzy
- Wilfred Montilas
- Eric Brown
- Ramon Lee
- Thierry Fondelot
- Dean Modestin
- Fred Nazaire Sorbert